# Floriano Ferramola e i soldati di Gaston de Foix
Floriano Ferramola e i soldati di Gaston de Foix è un dipinto a olio su tela di Modesto Faustini, databile alla seconda metà del XIX secolo e conservato nella Pinacoteca Tosio Martinengo di Brescia.

## Storia
Il dipinto viene eseguito quasi sicuramente dopo la nascita del Regno d'Italia, perciò dopo il 1861. Conservato inizialmente in collezioni private, fa oggi parte del patrimonio della Pinacoteca Tosio Martinengo.

## Descrizione
La tela fissa uno dei più singolari episodi accaduti durante il tragico sacco di Brescia del 1512: le cronache narrano che, mentre Floriano Ferramola dipingeva gli affreschi della corte di Palazzo Borgondio a Brescia, la soldataglia francese di Gaston de Foix-Nemours penetrò nel palazzo per saccheggiarlo e, giunta ai piedi dell'impalcatura, impose al pittore di scendere e di consegnare oggetti preziosi e denaro.
Floriano, senza scomporsi, avrebbe risposto che "se l'intendesse con la moglie" e, alle repliche, aggiunse che "facessero quanto volessero, gli bastava il pennello". A quel punto, i soldati francesi, saliti sull'impalcatura, lo trascinarono a terra e stavano per ucciderlo, quando sopraggiunsero alcuni ufficiali che lo liberarono per ordine diretto di Gaston de Foix. Condotto il Ferramola alla sua presenza, il condottiero volle da lui un ritratto, per il quale lo ricompensò con duecento scudi.
Nel dipinto è quindi raffigurato il Ferramola sull'impalcatura, davanti agli affreschi in esecuzione, mentre con atteggiamento scostante si rivolge ai soldati in armatura che, ai suoi piedi, lo stanno minacciando di scendere. A fianco del Ferramola si trova un aiutante, mentre sul margine inferiore, sparsi sul pavimento, si trovano vari attrezzi di lavoro.

## Stile
Il dipinto, sebbene sia di modesto valore artistico, è celeberrimo e iconico per quanto riguarda il tema raffigurato. Più in generale, è possibile collocare l'opera nel più vasto ambito della pittura ottocentesca bresciana a tema storico, che rivela una chiara predilezione all'evento del sacco del 1512 come emblema di una tragedia civica riscattata dall'eroica resistenza dei cittadini.
I fatti narrati dalle cronache dell'epoca, tra i quali questo del Ferramola o il sacrificio dei congiurati che provocarono la dura reazione dei francesi, furono idealmente associati, nelle menti e nei pennelli di questi pittori ottocenteschi, agli eventi che, a partire dalla caduta della Repubblica di Venezia, portarono alla nascita dello Stato nazionale con il Risorgimento. Di simile concezione, ad esempio, si trovano alcune tele di Luigi Basiletti e l'ugualmente celebre Arresto di Ventura Fenaroli di Francesco Hayez.